# Organización del Ejército Imperial Japonés
Este artículo detalla la organización del Ejército Imperial Japonés.

## Estructura básica organizativa
Al estallar la Segunda Guerra Mundial, la estructura básica del Ejército Imperial Japonés era la siguiente:
- Ejército Imperial (~230.000-250.000 hombres) - Comandado por el mariscal HIH Príncipe Kotohito Kan'in.
- Ejército General (総軍 Sō-gun equivalente al grupo de ejército o frente): comandado por un mariscal o general.
- Ejército de Área (方面軍 Hōmen-gun 1942-1945 equivalente al ejército de campaña): comandado por un general o teniente general.
- Ejército (equivalente a cuerpo) - Comandado por un teniente general.
- División (~20.000 hombres): constaba de 3 regimientos de infantería, 1 regimiento de caballería, 1 regimiento de artillería, 1 batallón de ingenieros y 1 cuerpo de servicio del ejército. Comandada por un teniente general.
- Brigada independiente (~5.600 hombres): constaba de 5 batallones, junto con otras unidades. Comandada por un general de división.
- Regimiento (~3.800 hombres): constaba de 3 batallones, cada uno de 1100 hombres, junto con otras unidades. Comandado por un coronel.
- Batallón (~1.100 hombres): constaba de 4 compañías, cada una de 180 hombres, junto con otras unidades. Comandado por un teniente coronel.
- Compañía (~180 hombres): constaba de 3 pelotones, cada uno de 54 hombres, y una unidad de cuartel general con 19 hombres. Comandada por un capitán.
- Pelotón (~50 hombres): constaba de 3 secciones, cada una de 15 hombres. Comandado por un teniente.
- Sección (~12-15 hombres): constaba de 3 equipos, cada uno de aproximadamente 4 hombres. Dirigida por un cabo.
- Equipo (4 hombres) - Dirigido por un soldado.

## Ejército
Artículo principal: Ejércitos del Ejército Imperial Japonés
En el Ejército Imperial Japonés, el término Gun, que literalmente significa "ejército", se usaba de manera diferente a las fuerzas militares de otros países. Un So-Gun, que significa "Ejército General", era el término utilizado en el Ejército Imperial Japonés para un grupo de ejércitos. De un estado similar pero ligeramente inferior era un Haken Gun, o "Ejército Expedicionario". Un Homen Gun ("Ejército de área" o "Ejército de teatro") era equivalente a los ejércitos de campaña de otras naciones y un Gun ("Ejército") era equivalente a un cuerpo en otros ejércitos.

## Divisiones
Como el Ejército Imperial Japonés era una fuerza de infantería, el tipo de división más común era la división de infantería. Más tarde se formaron cuatro divisiones de tanques y una de paracaidistas. Las primeras 18 divisiones de infantería se formaron originalmente como divisiones cuadradas y, después de 1938, la mayoría del resto se formaron como divisiones triangulares, siendo las divisiones de seguridad divisiones binarias. Durante el transcurso de su existencia, el Ejército Imperial Japonés organizó tres Divisiones de Guardias y más de 220 divisiones de infantería de varios tipos (A/Reforzada, B/Estándar, C/Contrainsurgencia). El 7 de diciembre, el Ejército Imperial Japonés tenía dos divisiones en Japón/Corea y 50 en el extranjero, la mayoría en China. Durante la guerra, se formaron otras 117 para el servicio exterior y 56 para la defensa nacional. Estas totalizaron 223, incluida la Guardia Imperial. De este total, no más de 35, es decir, una quinta parte del total de las divisiones de infantería del Ejército Imperial Japonés, lucharon en el teatro del Pacífico.
- Lista de divisiones acorazadas del Ejército Imperial Japonés
- Lista de divisiones de infantería del Ejército Imperial Japonés
- Lista de divisiones aéreas del Ejército Imperial Japonés

### Organización
La división Estándar o Tipo "B" se organizó como:
- Cuartel (300)
- Brigada de infantería (11.600)[1]
  - Cuartel
  - Tres regimientos de infantería, cada uno de:
    - Cuartel
    - Tres batallones de infantería, cada uno de:
      - Sede y escolta
      - Cuatro compañías de infantería (fusileros)
      - Compañía de ametralladoras, con 12 ametralladoras pesadas
      - Pelotón de apoyo, con 2 cañones de batallón Tipo 92 de 70 mm

    - Compañías de escoltas y comunicaciones
    - Compañía de apoyo, con 4 cañones de montaña Tipo 41 de 75 mm
    - Compañía de apoyo antitanque de regimiento, con 6 cañones antitanque Tipo 94 de 37 mm o cañones antitanque Tipo 1 de 47 mm

- Regimiento de artillería de campaña (2.300)
  - Cuartel y escolta
  - Tres batallones de artillería de campaña, cada uno de:
    - Cuartel y transporte
    - Tres compañías de artillería de campaña, cada una con cañones de campaña de 4 x 75 mm (Tipo 38, Tipo 90 o Tipo 95)

- Regimiento de caballería (batallón) (950)
  - Cuartel y escolta
  - Tres empresas montadas
  - Compañía de ametralladoras, con 6 ametralladoras pesadas
- Regimiento de ingenieros (batallón) (900)
  - Cuatro compañías de ingenieros
  - Compañía de suministros
- Regimiento de transporte (1.800)
  - Hasta seis compañías, ya sea con carros, caballos de carga o transporte motorizado
- Comunicaciones (250)
- Unidad médica (900)
- Hasta cuatro hospitales de campaña, cada uno de 250 personas (1.000)
- Departamento de Prevención de Epidemias y Purificación de Agua (120)
- Unidad de artillería (50)
- Unidad veterinaria (50)

Total (19.770)
Era común que un regimiento de artillería de montaña, con un total de 3.400 hombres y 36 cañones de montaña Tipo 94 75 mm, fuera sustituido por otro regimiento de artillería de campaña, especialmente para operaciones en terreno accidentado. Un regimiento de reconocimiento, con una mezcla de infantería montada, motorizada y compañías antitanques, podría reemplazar al regimiento de caballería.
La división reforzada o "Tipo A" generalmente sustituyó a las compañías de artillería media con 4 x Obús Tipo 91 de 10 cm o Cañón Tipo 92 de 10 cm de largo alcance por una o más compañías de artillería de campaña en el regimiento de artillería de campaña. También podría tener un batallón de artillería medio adjunto con tres compañías, cada una de 4 x obús Tipo 96 de 15 cm o un cañón de largo alcance Tipo 89 de 15 cm, y un regimiento de tanques adjunto (batallón). Por el contrario, la división Tipo "C" carecería de artillería y otras armas de apoyo.

### Brigadas y equivalentes
El Ejército Imperial Japonés tenía dos tipos de Brigadas Mixtas.
- La Brigada Mixta divisional era el destacamento semipermanente de una brigada de una división de infantería con varias unidades de apoyo divisional o unidades adjuntas de su cuerpo o ejército. Esto proporcionó una fuerza de armas combinada de infantería, artillería, caballería y otras unidades de apoyo.
  - Lista de Brigadas Mixtas del Ejército Imperial Japonés
- La Brigada Mixta Independiente era un destacamento compuesto por varias unidades separadas de otras unidades o unidades de apoyo independientes formadas juntas en una brigada. Las dos primeras Brigadas Mixtas Independientes, formadas por el Ejército de Kwantung en la década de 1930, fueron la 1.ª Brigada Mixta Independiente y la 11.ª Brigada Mixta Independiente. Cada una de estas brigadas se organizó de manera única y una de ellas, la 11.ª, se formó más tarde en la 26.ª División. Más tarde se formó una serie de Brigadas Mixtas Independientes con el propósito de guarnecer los grandes territorios de China capturados en la fase inicial de la segunda guerra sino-japonesa. Esta variedad para China generalmente se organizaba con cinco batallones de infantería, una unidad de artillería y tropas de trabajo. En el teatro del Pacífico tenían configuraciones diferentes y más variadas de unidades subordinadas. Hacia el final de la campaña de Birmania, algunas se formaron apresuradamente a partir de tropas de línea de comunicación e incluso personal naval y trabajadores civiles japoneses reclutados.
  - Lista de Brigadas Mixtas Independientes del Ejército Imperial Japonés
- La Brigada de Infantería Independiente; varias de estas se formaron como unidades de guarnición, principalmente para China.
  - Lista de Brigadas de Infantería Independientes del Ejército Imperial Japonés
- Las Brigadas Anfibias, de la 1.ª a la 4.ª, se formaron para su uso en el teatro del Pacífico. Estas brigadas de desembarco en el mar de 5.500 hombres se utilizaron para realizar asaltos anfibios en islas, pero luego se quedaban para guarnecer esa isla.

### Regimientos
El Ejército Imperial Japonés mantuvo dos tipos de Regimientos Independientes, ambos se utilizaron para proporcionar guarniciones en las áreas ocupadas.
- Regimientos Mixtos Independientes: contenían un regimiento de infantería con diversos elementos de apoyo como: compañía de artillería, ingenieros, abastecimiento y servicios, etc.
- Regimientos Independientes: el regimiento básico de infantería del Ejército Imperial Japonés sin adjuntos.

### Destacamentos
Artículo principal: Destacamentos militares del Ejército Imperial Japonés
Los destacamentos eran formaciones militares particulares del Ejército Imperial Japonés. Al igual que los Kampfgruppen alemanes, estos destacamentos solían ser una fuerza de infantería, artillería, blindados y otras unidades de apoyo que se asignaban temporalmente para una acción independiente y tenían una misión especial. Por lo general, recibían el nombre de sus comandantes o del área en la que iban a operar, y podían tener cualquier tamaño por debajo de la división.

### Caballería
Las unidades de caballería se organizaron en regimientos, la mayoría operaba adjuntos a divisiones de infantería o directamente bajo una brigada adjunta a un ejército antes de la formación del Grupo de Caballería el 21 de abril de 1933. Había tres brigadas de caballería: la 1.ª Brigada de Caballería, 3.ª Brigada de Caballería y la 4.ª Brigada de Caballería.

### Otras unidades

#### Unidad 731
La Unidad 731 eran unidades de experimentos médicos encubiertas que llevaron a cabo investigación y desarrollo de guerra biológica a través de la experimentación humana durante la segunda guerra sino-japonesa (1937-1945) y la Segunda Guerra Mundial. La Unidad 731 fue responsable de algunos de los crímenes de guerra más notorios. Establecidos inicialmente como una sección política e ideológica de la policía militar Kenpeitai del Japón anterior a la guerra del Pacífico, estaban destinados a contrarrestar la influencia ideológica o política de los enemigos de Japón y reforzar la ideología de las unidades militares.

#### Unidades auxiliares delKenpeitai
Las unidades auxiliares del Kenpeitai consistían en fuerzas étnicas regionales de áreas ocupadas. Las tropas complementaron al Kenpeitai y se consideraron parte de la organización, pero la ley les prohibió ascender por encima del rango de Shocho (sargento mayor). Según el Manual TM-E 30-480 sobre las fuerzas militares japonesas del ejército de los Estados Unidos, había más de 36.000 miembros regulares del Kenpeitai al final de la guerra; esto no incluía a los muchos "auxiliares" étnicos. Como muchos territorios extranjeros cayeron bajo la ocupación militar japonesa durante la década de 1930 y principios de la de 1940, el Kenpeitai reclutó a una gran cantidad de lugareños en esos territorios. Los taiwaneses y coreanos se utilizaron ampliamente como auxiliares para vigilar los territorios recién ocupados en el sudeste asiático, aunque el Kenpeitai reclutó a indochinos franceses (especialmente, de entre la secta religiosa Cao Dai), malayos y otros. El Kenpeitai pudo haber entrenado a Trinh Minh The, un líder militar y nacionalista vietnamita. Algunas fuentes informan que el Kenpeitai reclutó criminales como agentes de la ley.

## Reclutamiento

### Servicio militar obligatorio
El servicio militar obligatorio de todos los varones sanos de 17 años (en la práctica desde los 20) hasta los 40 se instituyó en 1873 y se revisó en 1927. Una vez llamados, los candidatos se sometieron a un examen médico y se clasificaron como uno de los siguientes:
- Clase I-A: "apto para el servicio activo".
- Clase II:
  - B-1: "apto para el servicio activo con reservas menores".
  - B-2: "apto para el servicio activo con reservas".
- Clase III-C: "no apto para el servicio activo, pero apto para el servicio nacional".
- Clase IV-D: "físicamente incapacitado; exento de todo servicio" (después de dos exámenes sucesivos) o automáticamente exento de todo servicio.
- Clase V-E: "aptitud indeterminada; examen pospuesto para una fecha posterior".

Al recibir sus clasificaciones, los reclutas de Clase I-A en tiempo de paz fueron alistados por sorteo en la categoría jobi hei-eki (Ejército regular y Armada Imperial), que constaba de las subcategorías gen-eki (servicio activo) y yobi-eki (servicio de reserva primaria), o en la categoría kobi hei-eki (servicio de reserva secundario). Los de la subcategoría "gen-eki" servirían durante dos años en el ejército o tres en la armada. Después de este período, serían colocados en la lista de servicio de reserva primaria (yobi-eki) durante cinco años y cuatro meses en el ejército o cuatro años en la armada, y posteriormente serían colocados en la lista de servicio de reserva secundaria después de 10 años en el ejército (cinco en la armada) antes de ser colocado en la lista del servicio nacional (kokumin hei-eki) después de 17 años y cuatro meses de servicio militar (o 12 años de servicio naval). Se estableció un camino similar pero menos estricto para aquellos alistados en las categorías de reserva primaria o secundaria; también terminarían su servicio en la lista del servicio nacional. El camino menos riguroso era para aquellos alistados en el hoju hei-eki (ejército territorial de reposición y reserva de voluntarios navales), que terminarían su servicio en la lista del servicio nacional.
En tiempo de paz, los reclutas de Clase II no eran reclutados, sino asignados al servicio nacional. En tiempo de guerra, los reclutas Clase II B-1 y Clase II B-2 se inscribieron en la categoría hoju hei-eki, con los reclutas II B-1 alistados en la primera reserva de voluntarios navales y del ejército territorial suplementario y los reclutas II B-2 alistados en el segundo ejército territorial suplementario y la reserva de voluntarios navales, respectivamente. Los reclutas II B-1 servirían durante dos años y cuatro meses en el ejército territorial o un año en la reserva de voluntarios navales; Los reclutas II B-2 servirían durante 12 años y cuatro meses en el ejército territorial o 11 años y cuatro meses en la reserva de voluntarios navales. Al llegar a la edad de 40 años en tiempo de paz, todos los soldados de las Clases I y II serían colocados en la lista del servicio nacional y liberados de sus funciones regulares.
En la práctica, el reclutamiento total de la población disponible solo se instituyó durante la Segunda Guerra Mundial. Antes de eso, solo una parte del servicio de reserva secundario había sido llamado al servicio activo durante la guerra ruso-japonesa. Los reclutas de Clase III-C se asignaban automáticamente al servicio nacional si era necesario. Los reclutas clasificados como Clase IV-D fueron reexaminados al año siguiente; si no podían ser reclasificados en ninguna de las tres primeras clases, estaban oficialmente exentos de todo servicio militar. Los únicos sustentos de familias y delincuentes condenados a más de seis años de servidumbre penal se incluyeron automáticamente en la Clase IV-D y quedaron exentos de todo servicio. Los estudiantes de ciertas escuelas secundarias superiores fueron clasificados como Clase V-E hasta que terminaron sus estudios o al cumplir 27 años, lo que ocurriera primero. Los estudiantes japoneses que estudiaban en el extranjero también fueron clasificados como Clase V-E hasta la edad de 37 años.
A partir de diciembre de 1927, los reclutas que habían completado un curso de estudio con las calificaciones requeridas en un Instituto de Capacitación para Jóvenes administrado por el gobierno ("Seinen Kunrenshou"), cuyo plan de estudios incluía 200 horas de capacitación militar, podían tener su período de servicio activo reducido a 18 meses. A los graduados en la escuela común con las calificaciones requeridas se les redujo el servicio activo a cinco meses. Los graduados de escuelas intermedias y superiores que habían completado cursos de entrenamiento militar con las calificaciones requeridas debían servir un año para los graduados de la escuela intermedia o durante 10 meses para los graduados de la escuela superior.

### Salarios, prestaciones y pensiones
Los salarios y las pensiones de los soldados y marineros imperiales eran muy bajos para los estándares occidentales. En vísperas de la Segunda Guerra Mundial, el yen tenía un valor de $0,23. No existió un verdadero tipo de cambio para el yen durante los años de la guerra, y la inflación durante la guerra redujo el yen a una fracción de su valor anterior a la guerra.
Los cadetes oficiales recibieron un salario anual de ¥670 ($ 154,10 en dólares de 1941). Los subtenientes cobraban 850 yenes al año (195,50 dólares), los tenientes 1.020-1.130 yenes (234,60-259,90 dólares) y los capitanes 1.470-1.900 yenes (338,10-437 dólares). Los comandantes cobraban ¥2.330 anuales ($ 535,90), los tenientes coroneles ¥3.220 ($ 740,60) y los coroneles ¥4.150 ($ 954,60). A los generales de división se les pagaba 5.000 yenes anuales ($1.150), los tenientes generales 5.800 yenes ($1.334) y los generales completos 6.600 yenes ($1.518).

## Arsenales
El Ejército Imperial Japonés controlaba varios arsenales:
- Arsenal de Sagami: con Mitsubishi, tanques desarrollados y fabricados
- Arsenal de Osaka: con tanques y artillería fabricados por Mitsubishi e Hitachi
- Arsenal de Sasebo: con Mitsubishi, tanques fabricados
- Arsenal de Heijo: con Nambu, armas de infantería fabricadas a mano
- Arsenal de Mukden: con Nambu, fabricaba armas de infantería
- Arsenal de Kokura: con Nambu, armas pequeñas y ametralladoras
- Arsenal de Tokio: el centro administrativo y de pruebas del ejército relacionado con la producción de armas ligeras y pesadas
- Arsenal de Tachikawa: dedicado a desarrollar y fabricar aviones para el Servicio Aéreo del Ejército Imperial Japonés

Arsenal de Koishikawa del ejército japonés (Tokio)